# Saldatore (attrezzo)

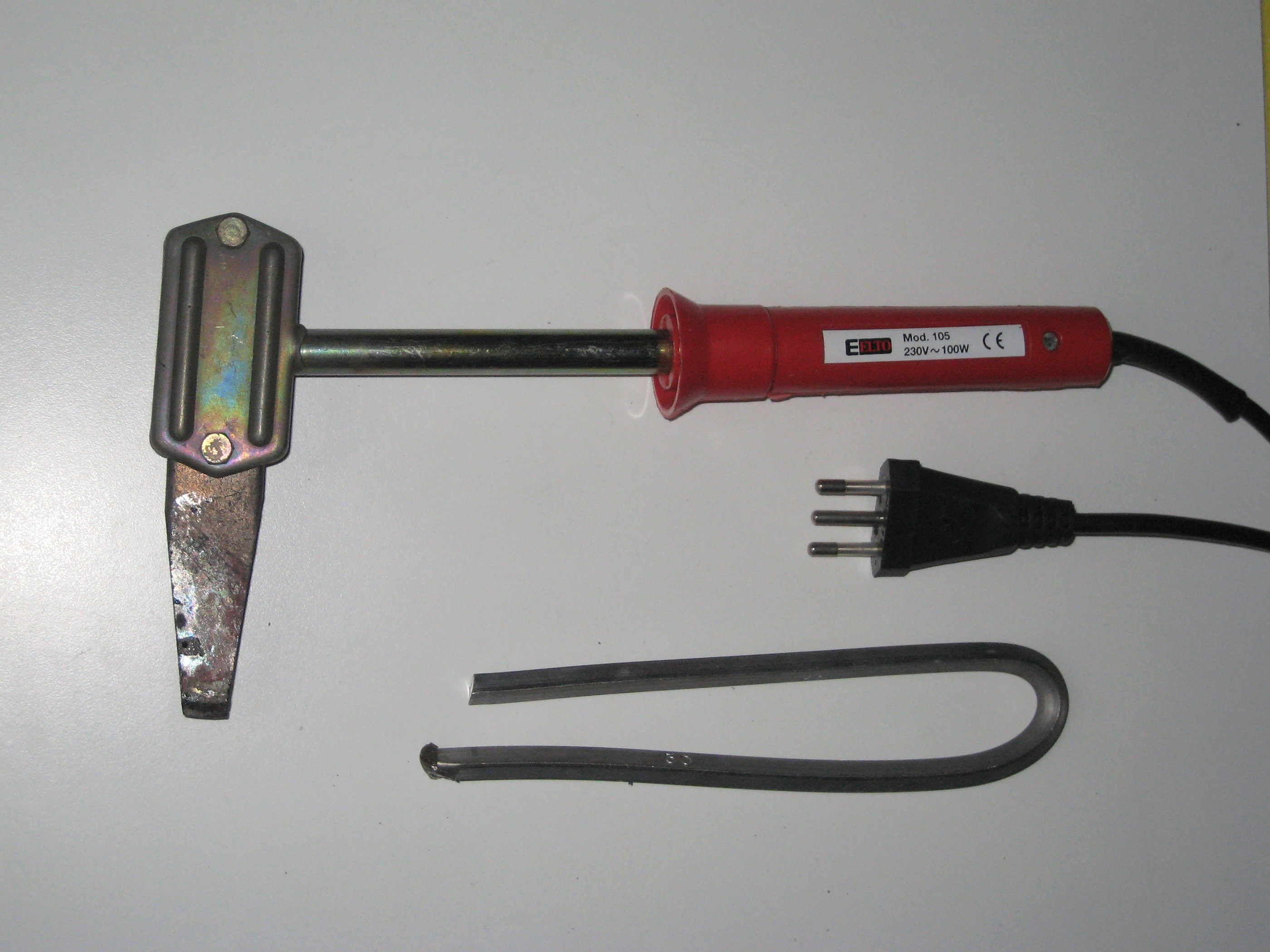
Saldatore elettrico

Il saldatore (o saldatrice o meno comunemente saldatoio) è un attrezzo che serve per eseguire brasature dolci, cioè con materiale d'apporto a bassa temperatura di fusione, come lo stagno.

## Tipi
Ve ne sono di diversi tipi:
- Saldatore da scaldare: generalmente a forma di martello, è costituito da una testa formata da una massa di rame, da una lunga asta e da un manico di legno. La testa viene riscaldata su una fiamma fino a portarla alla temperatura necessaria a saldare.
- Saldatore portatile: la testa di rame viene riscaldata tramite una piccola bomboletta di gas butano posta sotto di essa, ad una temperatura di circa 400 °C o superiore. Può avere due forme: a punta o a stilo.
- Saldatore elettrico: la testa di rame viene riscaldata da una resistenza elettrica, che la mantiene in temperatura (fino a 450 °C). Può avere forma a martello, a punta, a stilo, o altre forme, a seconda dell'utilizzo a cui è destinato.
- Saldatore elettrico istantaneo: dalla tipica forma a pistola, ha la caratteristica che la sua punta si riscalda molto rapidamente quando si preme il pulsante (fino a 500 °C), raffreddandosi appena lo si rilascia.

I saldatori a punta sottile vengono utilizzati prevalentemente per piccoli punti di saldatura nei lavori di elettricità ed elettronica, mentre quelli a punta larga sono utilizzati nei lavori da bandaio o comunque per saldature su superfici più ampie.
In elettronica, data la soglia di sensibilità alle alte temperature dei dispositivi più delicati, i saldatori, o meglio, sistemi o stazioni saldanti, incorporano un accurato controllo delle temperature massime raggiunte sulla punta. I sistemi più moderni riescono a mantenere la temperatura della punta entro tolleranze molto strette, senza bisogno di selezionare di volta in volta in modo manuale temperature più alte o più basse, ma variando in automatico la potenza erogata dal sistema saldante in funzione del carico termico (dissipazione del calore) rilevato sul giunto da saldare. Il sistema (brevettato) che permette la rilevazione del carico termico e la variazione di potenza erogata in modo automatico è la tecnologia Metcal SmartHeat.

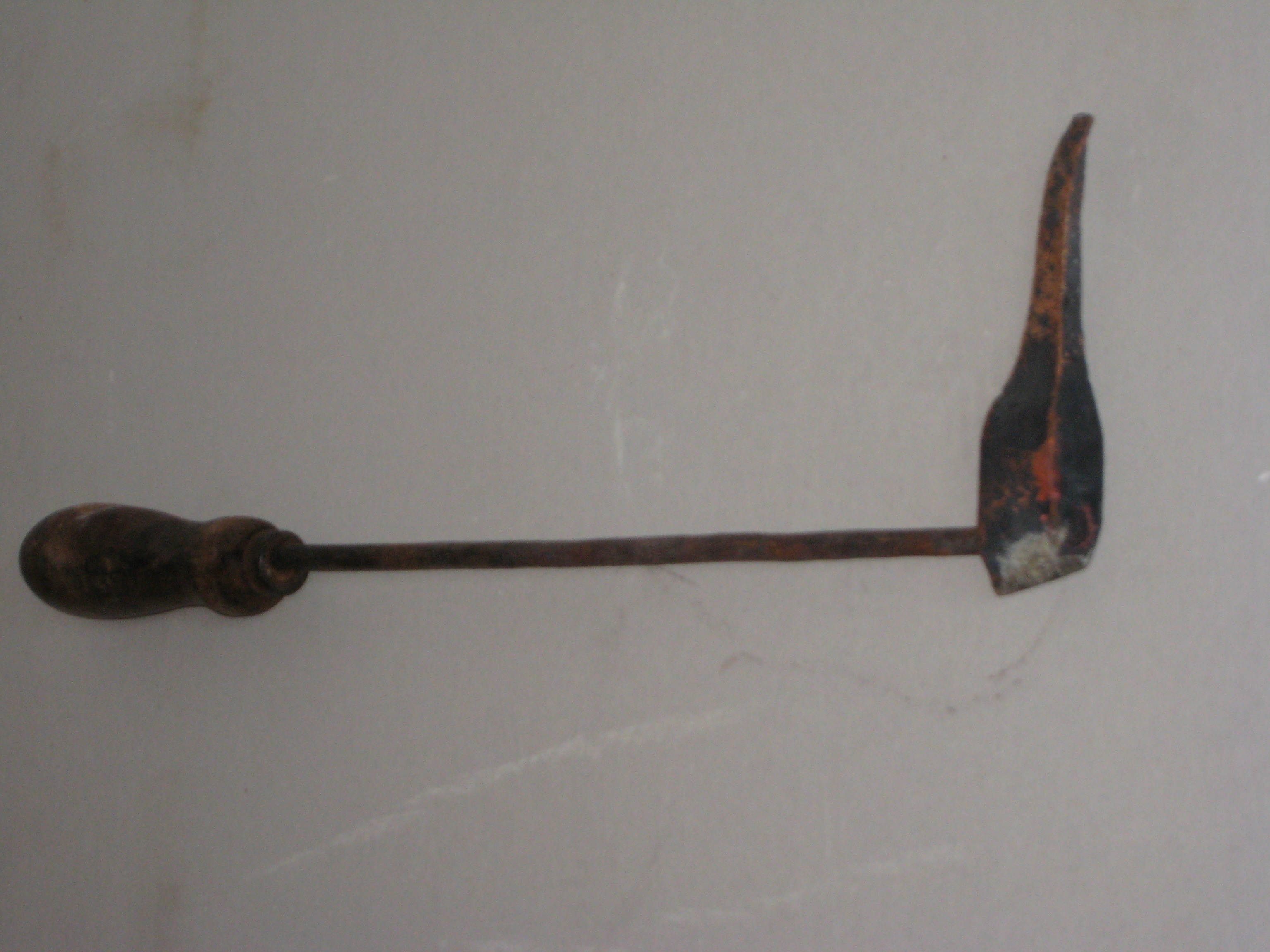
Saldatore a martello da scaldare
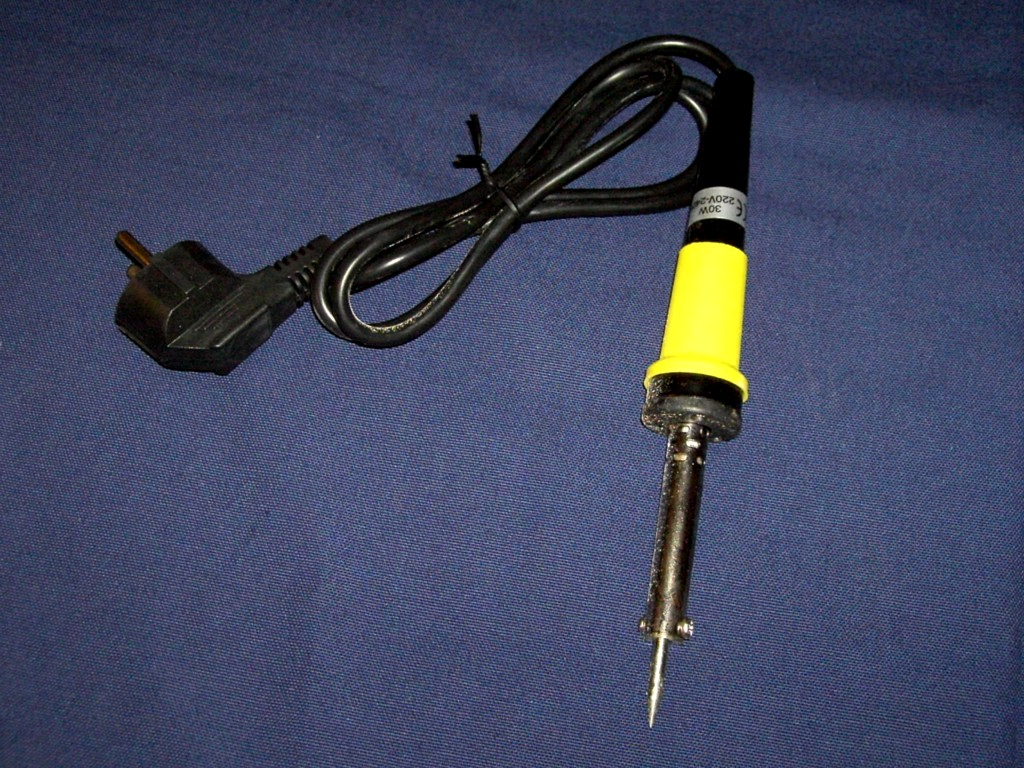
Saldatore elettrico a punta
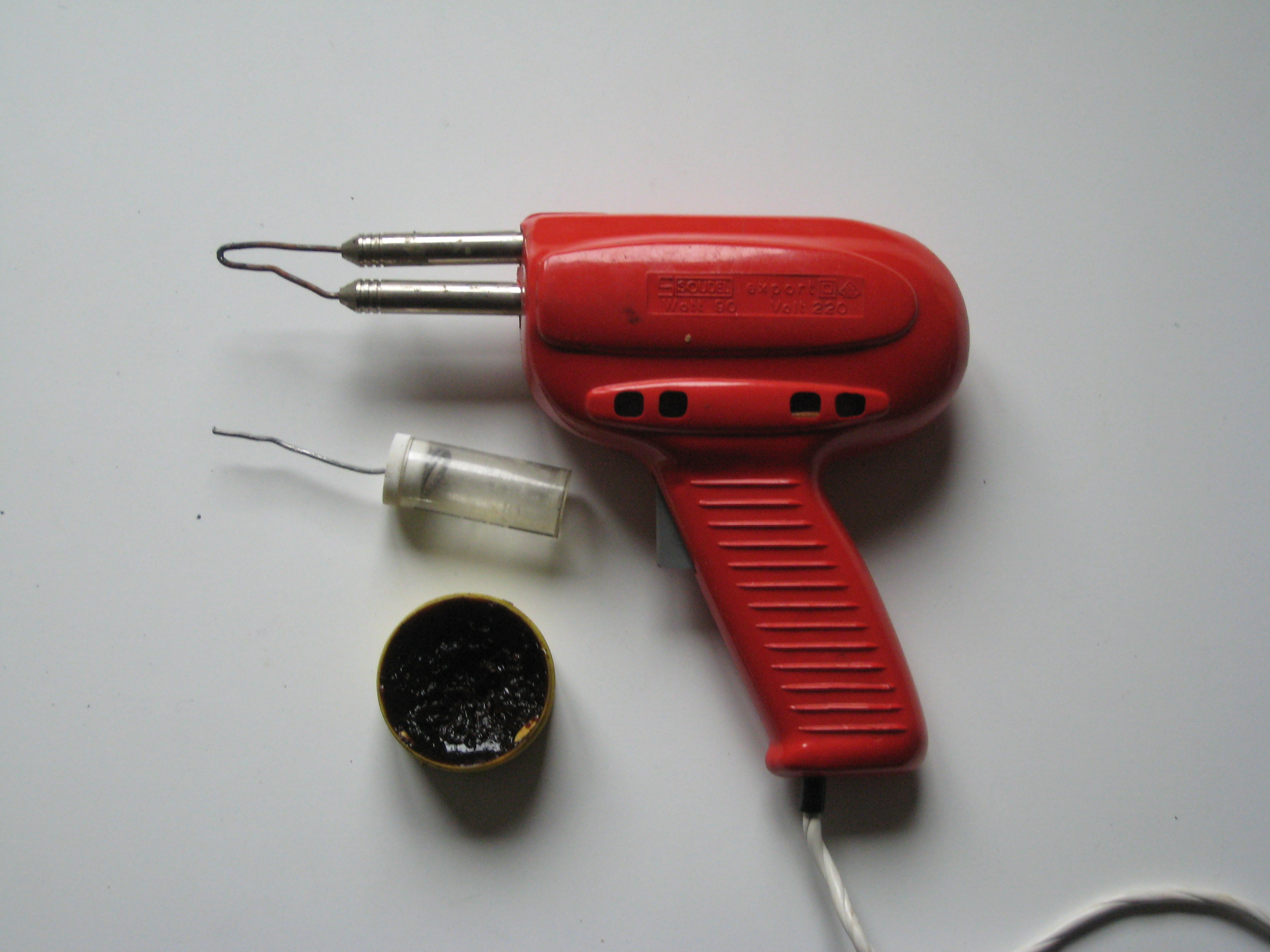
Saldatore istantaneo